# Feldneuendorf
Feldneuendorf ist ein Wohnplatz der Stadt Seehausen (Altmark) im Landkreis Stendal in Sachsen-Anhalt.

## Geografie
Der Wohnplatz Feldneuendorf, im Sachsen-Anhalt-Viewer Feldneundorf genannt, liegt etwa einen halben Kilometer nördlich von Seehausen am Augraben Nienfelde im Biosphärenreservat Mittelelbe am östlichen Aland-Deich am Rande des Naturschutzgebietes Aland-Elbe-Niederung im Norden der Altmark. Nordöstlich liegt ein Baggersee und östlich weitere Teiche, die der Landesanglerverband Sachsen-Anhalt als Angelgewässer bewirtschaftet.
Nachbarorte sind Voßhof im Nordwesten, Wegenitz im Norden, Nienfelde im Südosten und Seehausen im Süden.

## Geschichte
Bei der Vereinigung der Besitzungen zu Aulosen und Umgebung im Jahre 1319 an das Kloster Amelungsborn wird einmalig „Niendorf“ genannt. Sehr wahrscheinlich ist dieses identisch mit dem späteren Feld Neuendorf.
Im Jahre 1327 bestätigt Markgraf Ludwig der Stadt Seehausen Hebungen aus der Bede in Nyendorp. Weitere Nennungen sind 1345 nyendorp prope Sehusen und 1492 hufe …Im felde to Nyendorp vor Sehuszen, da war der Ort bereits eine Wüstung.
1804 hieß es nur Holländerei Neuendorf unweit Seehausen bei der Priester-Esse.
Die Ziegelei in Feldneuendorf produzierte seit 1830 Ziegelsteine. Aus den Lehm- und Tongruben wurde das Material mit einer kleinen Feldbahn in die Ziegelei befördert, die bis 1945 im Besitz der Familie Haberland war. Sie wurde 1905 und 1925 Dampfziegelei Feld-Neuendorf genannt. Noch im Jahre 1958 hieß der Ort amtlich Feld Neuendorf. In der Ziegelei wurden Mauersteine für landwirtschaftliche Bauten und für den Wohnungsbau hergestellt. Am 1. März 1953 war der Betrieb in Volkseigentum überführt worden, später bekam er die Bezeichnung „VEB (K) Ziegelei Seehausen“. Dort arbeiteten 15 Produktionsarbeiter, die durch Neuerervorschläge die mangelhafte Technisierung verbesserten und die Produktion von Jahr zu Jahr steigerten. Im Jahre 1959 musste die Produktion eingestellt werden, weil die Gruben erschöpft waren.:S. 249
Im Jahre 1960 wurde nach Stilllegung der Ziegelei durch die LPG „Helmut Just“ eine Hähnchenmastanstalt für 20.000 Masthähnchen errichtet. 1962 wurden schon 12.000 Hähnchen zur Ablieferung gebracht.:S. 244
Hinter der Zollbrücke in Richtung Wittenberge an der alten F 189 befand sich ein Objekt der Zivilverteidigung, in dem unter anderem Feuerwehrleute ausgebildet wurden.

### Wüstung Neuendorf
Nach den Angaben von Wilhelm Zahn erstreckte sich nordöstlich der Stadt Seehausen vom Aland in östlicher Richtung bis an die Grenze der Feldmark von Ostorf und Klein Holzhausen, nördlich an die Grenze von Nienfelde stoßend, ein Ackerfeld, das Neundorf am Steindamm oder Neundorf am Damm genannt wurde. Nördlich von Nienfelde, zwischen dem Augraben und der Grenze der Feldmark von Ostorf, im Norden und Osten von dem Landwehrgraben umgeben lag eine etwa gleich große Ackerfläche, die Neundorf am Wege genannt wurde. Hier lag am rechten Ufer des Augrabens die oben genannte Ziegelei.

### Einwohnerentwicklung
| Jahr | Einwohner |
| ---- | --------- |
| 1871 | 17        |
| 1885 | 21        |

| Jahr | Einwohner |
| ---- | --------- |
| 1895 | 22        |
| 1905 | 36        |

Quelle:

## Religion
Die evangelischen Christen aus Nienfelde gehörten früher zur Kirchengemeinde Seehausen und damit zur Pfarrei Seehausen mit der Kirche St. Petri. Sie gehören heute zum Kirchspiel Seehausen, das betreut wird vom Pfarrbereich Seehausen des Kirchenkreises Stendal im Propstsprengel Stendal-Magdeburg der Evangelischen Kirche in Mitteldeutschland.